# Jardín Renacentista de Don Diego de Castejón

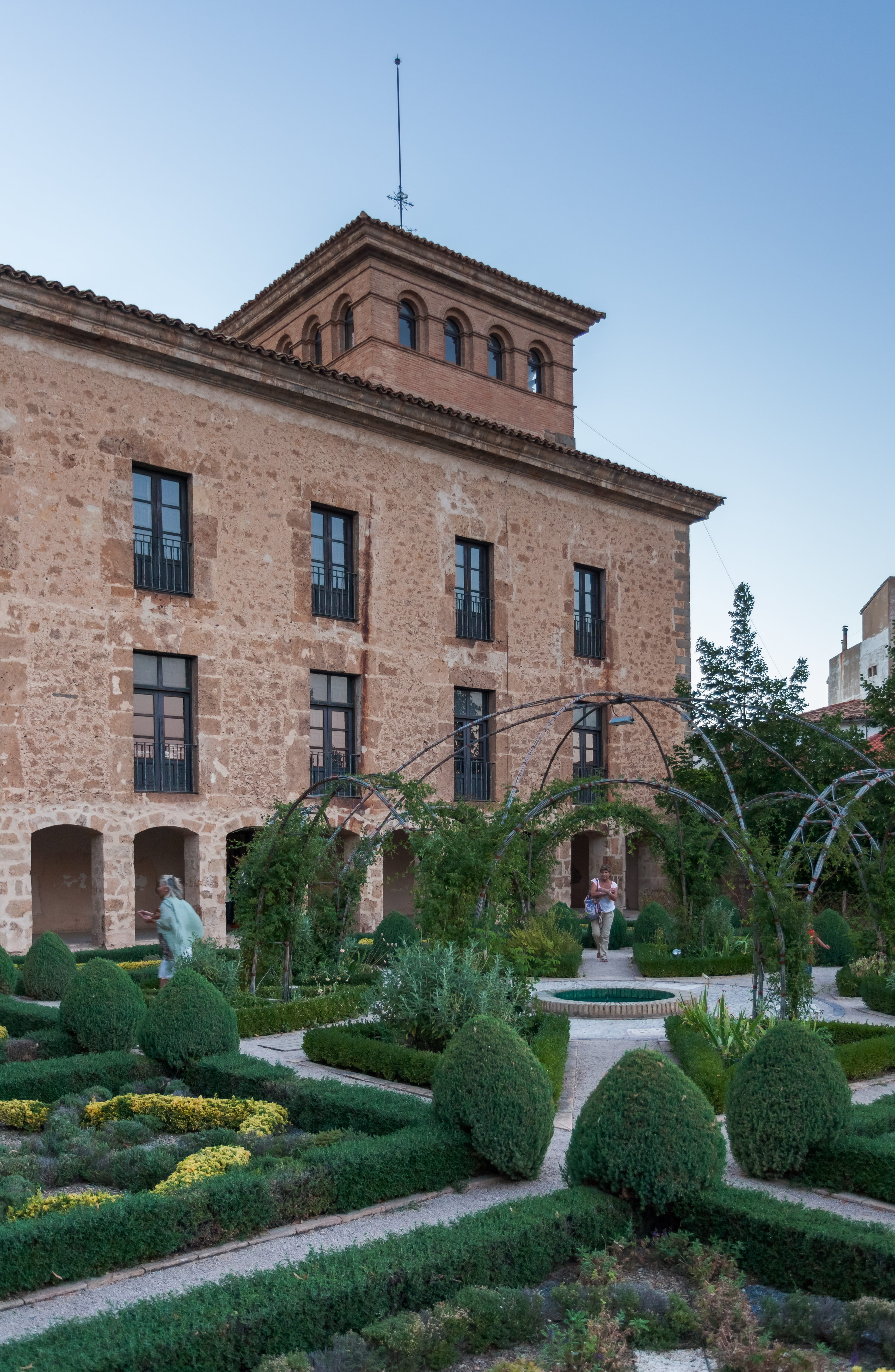
Vista del jardín y del Palacio de los Castejones.

El Jardín Renacentista de Don Diego de Castejón es un jardín de estilo renacentista localizado en los recintos del conjunto histórico-artístico del Palacio de los Castejones en la villa de Ágreda, provincia de Soria, Castilla y León, España.

## Historia
Tras la compra del palacio en 1670 por parte de Gil Fadrique de Castejón (1618-1692), éste iniciaría mejoras entre las que se encuentra el jardín, del que hay constancia gracias a un pleito entre el propio Gil y una propiedad contigua de Diego de Castejón y Fonseca, obispo de Lugo y Tarazona.
El jardín tuvo su esplendor hasta 1809, año en el que fallece el V Marqués de Velemazán, propietario del palacio. A partir de entonces el recinto del palacio sufre una fase de abandono, sirviendo incluso de escuela, cárcel, juzgado o vivienda. En 1883 el ayuntamiento de la villa se convierte en su propietario, pero no sería hasta mayo de 2001 cuando el ayuntamiento decide restaurarlo de nuevo para convertirlo en uno de los atractivos turísticos de la villa.